# 築地雄太郎
築地 雄太郎（つきじ ゆうたろう、1988年11月29日 - ）は、元エフエム山口の男性アナウンサー。福岡県筑紫野市出身。

## 経歴
- 福岡県立春日高等学校、西南学院大学卒。福岡アナウンススクール出身。
- 2011年4月にエフエム山口に入社後、複数の番組を担当していたが、2014年3月をもってエフエム山口を退職した。

## 人物
- 血液型はA型。
- 大学時代には、所属していたサークルでイベントのMCや、コミュニティラジオのパーソナリティも務めていた。
- 2013年12月24日に大学時代から交際していた女性と結婚。交際時にはロマンチスト感全開だったとのこと。

## 担当していた番組
- nico2 friday
- Daytime Street - DST Informationリポーター
- FMY PUSH ONE